# Сватковский сельский совет (Украина)
Сватковский сельский совет (укр. Сватківська сільська рада) — входит в состав
Гадячского района
Полтавской области
Украины.
Административный центр сельского совета находится в
с. Сватки.

## История
- 1918 — дата образования.

## Населённые пункты совета
- с. Сватки
- с. Березки
- с. Борки
- с. Шевченково